# Tayanna
Tayanna е артистичния псевдоним на Татяна Михайловна Решетняк (на украински: Тетяна Михайлівна Решетняк), украинска певица и авторка на песни, р.1984 г. в Чернивци.
Бивша солистка на група „Горещ шоколад“. Участничка е в състезанието „Гласът на страната“ и националната селекция на Украйна за „Евровизия 2017“ и „Евровизия 2018“..

## Дискография

### Албуми
- TAYANNA. Портреты (2016)
- Тримай мене (2017)
- Жіноча сила (2020)[3]